# Рондонија
Рондонија (порт. Rondônia) је једна од 26 бразилских држава, лоцирана на сјеверозападу земље у региону амазонске прашуме. Граничи се на сјеверу са државама Амазонас и Акри, на истоку са Мату Гросу, а на југу са Боливијом. Рондонија је добила име по бразилском маршалу Рондону. 